# Eisenbahnunfall von Summit
| Zeitgenössische Darstellung in einer Zeitung (Die Steigung der Strecke ist dramatisch überzeichnet.) |                   |                        |                        |
| Spurweite: | 1067 mm (Kapspur) |                        |                        |
| Maximale Neigung: | 67 ‰              |                        |                        |
| |                   |                        |                        |
| \| \| \| von Greytown \| \| \| \| \| Cross Creek \| \| \| \| \| Price‘s Tunnel (98 m) \| \| \| \| \| Unfallstelle \| \| \| \| \| Siberia Tunnel (108 m) \| \| \| \| \| Summit Tunnel (584 m) \| \| \| \| \| Summit \| \| \| \| \| nach Wellington \| \| \| \| \| \| \| \| Quellen: [1] \| \| \| \| |                   |                        |                        |
| Strecke |                   | von Greytown           | von Greytown           |
| Bahnhof |                   | Cross Creek            | Cross Creek            |
| Tunnel |                   | Price‘s Tunnel (98 m)  | Price‘s Tunnel (98 m)  |
| |                   | Unfallstelle           |                        |
| Tunnel |                   | Siberia Tunnel (108 m) | Siberia Tunnel (108 m) |
| Tunnel |                   | Summit Tunnel (584 m)  | Summit Tunnel (584 m)  |
| Dienststation / Betriebs- oder Güterbahnhof |                   | Summit                 | Summit                 |
| Strecke |                   | nach Wellington        | nach Wellington        |
| |                   |                        |                        |
| Quellen: |                   |                        |                        |

Der Eisenbahnunfall von Summit ereignete sich am 11. September 1880 auf der Bahnstrecke Wellington–Woodville oberhalb des Bahnhofs Cross Creek in Neuseeland. Er wurde durch Seitenwind verursacht, der Personenwagen zum Entgleisen brachte. Drei Tote waren die Folge. Es war der erste schwere Eisenbahnunfall in Neuseeland und ist der älteste bekannte, der durch Wind verursacht wurde.

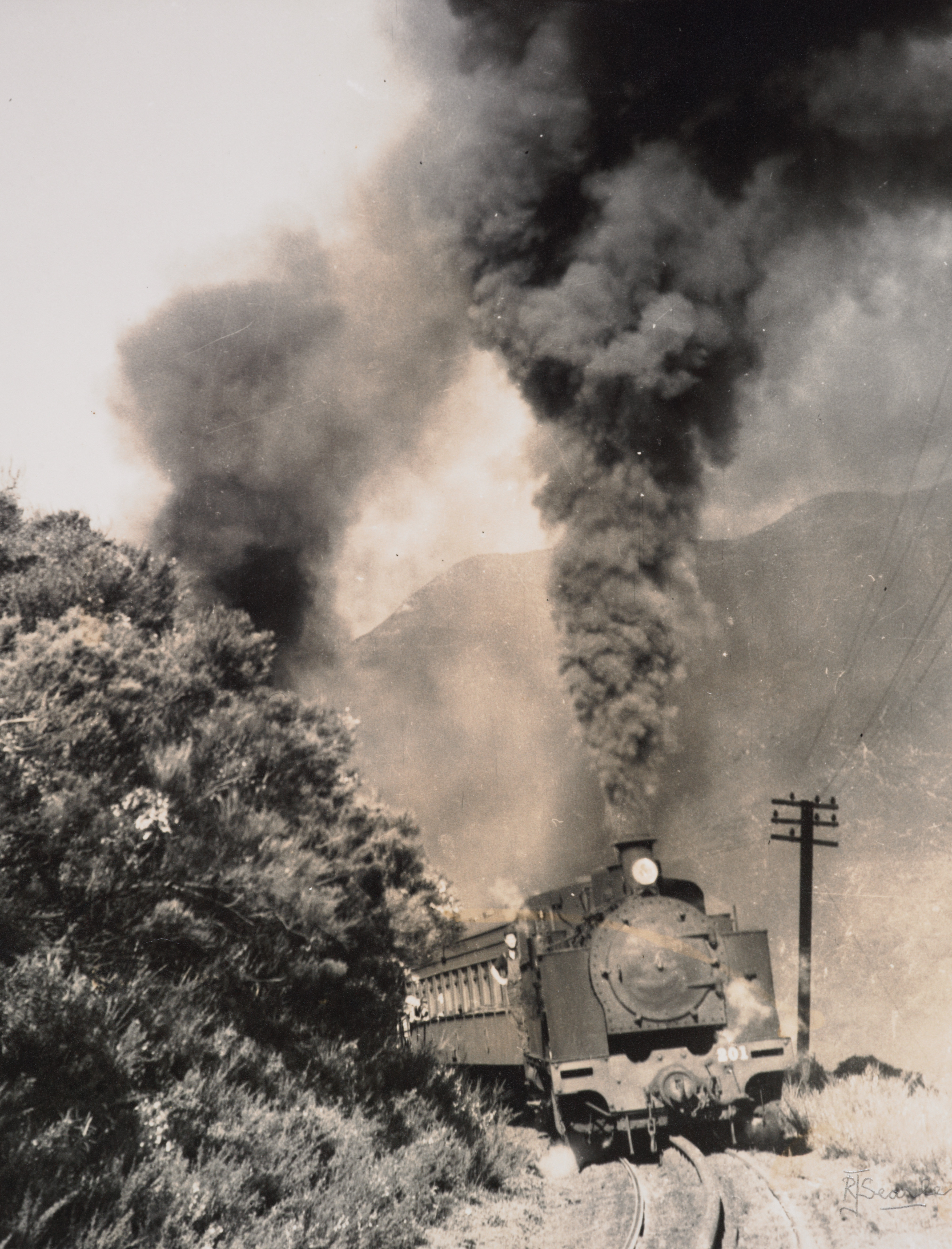
NZR-Baureihe H auf der Steilrampe der Bahnstrecke Wellington–Woodville. Die Fell-Mittelschiene, die dem abstürzenden Zug Halt verlieh, ist vor der Lok gut zu erkennen.

Auch die beiden der Lok folgenden Wagen sind aus dem Gleis gedrückt, nachdem der Bremswagen abgehängt wurde (Darstellung in einer zeitgenössischen Zeitung).

## Voraussetzungen
Die Bahnstrecke führte an der Unfallstelle, kurz vor dem Siberia-Tunnel, durch extrem schwieriges Gelände. Die Strecke selbst wies zwischen Cross Creek und dem Betriebsbahnhof Summit eine 4,8 km lange Steigung von 67 Promille auf, die hier durch eine besondere Technik, das System Fell, bewältigt werden konnte. Das System Fell setzt auf eine zusätzliche Mittelschiene, an die bei Bergfahrt seitlich Radpaare gepresst werden und auf die bei Talfahrt Bremsen wirkten. Die Strecke verlief hier in einem Bereich, in dem Züge abschnittsweise unter Umständen extremen Seitenwinden ausgesetzt waren.
Der Zug der New Zealand Railways war von Greytown – das in diesem Jahr überhaupt erst Anschluss an die Eisenbahn erhalten hatte – nach Wellington unterwegs. Er bestand aus einer Fell-Lokomotive, die in der Mitte des Zuges eingestellt war, die zwei Reisezugwagen und den Gepäckwagen vor sich her schob, und die weitere zwei mit Holz beladene Güterwagen und einen speziellen Bremswagen für das System Fell zog. Der Zug wog etwa 60 t und hatte deshalb nur eine Lokomotive: Die Zuglast auf der Steilstrecke war auf 65 t pro Lokomotive begrenzt.

## Unfallhergang
Etwa 1200 m vor der Scheitelhöhe fuhr der Zug in einer engen Kurve aus einem Geländeeinschnitt auf einem Damm, der das Tal eines Baches mit der Bezeichnung „Siberia“ querte. Dabei traf ihn ein Seitenwind dessen Geschwindigkeit auf knapp 200 km/h geschätzt wurde. Die drei Wagen an der Spitze des Zuges wurden zur Seite und aus dem Gleis gedrückt. Sie fielen einen Abhang hinab. Dabei löste sich der Aufbau des ersten Wagens von seinem Rahmen, stürzte ins Tal und wurde zertrümmert. Hier waren die Toten zu beklagen. Der Rahmen und die beiden folgenden Wagen stürzten nicht ab, da die Kupplung hielt – ebenso wie die Klammerung der Fell-Lokomotive an der Mittelschiene und die Verankerung der Mittelschiene selbst. Das Gewicht der Lokomotive und ihre feste Verankerung an der Mittelschiene verhinderten so, dass der gesamte Zug abstürzte.

## Folgen

### Direkte Folgen
Drei Menschen starben, 21 weitere wurden – zum Teil schwer – verletzt. Alle drei tödlich Verunfallten waren Kinder.

### Rettungsmaßnahmen
Der Bremser des zuletzt laufenden Bremswagens trennte diesen vom Zug und ließ ihn im Gefälle talwärts rollen, um Hilfe im nächsten Bahnhof, Cross Creek, zu holen. Durch das Abkuppeln des Bremswagens verloren die beiden nach der Lokomotive laufenden Güterwagen ihren Halt und kippten nachträglich auch noch aus dem Gleis. Der ankommende Hilfszug wurde im nächstliegenden Tunnel abgestellt und die ankommenden Helfer mussten sich auf allen Vieren an den Unfallzug heranarbeiten, weil weiter die Gefahr drohte, vom Wind talwärts gedrückt zu werden.

### Unfalluntersuchung
Die Untersuchung des Unfalls kam zu dem Ergebnis, dass es sich um höhere Gewalt gehandelt habe und kein Verschulden vorliege, empfahl jedoch, gefährdete Stellen der Strecke durch einen Windschutz abzuschirmen. Dem kamen die New Zealand Railways nach. Außerdem wurden Züge bei starkem Wind auf dem Abschnitt jetzt immer von mindestens zwei Lokomotiven befördert.

## Unfall von 1936
Auf der Strecke ereignete sich am 9. Oktober 1936 erneut ein ähnlicher Unfall, als ein Triebwagen durch eine Bö unmittelbar vor dem Beginn eines Windschutzes aus den Schienen gedrückt wurde. Acht Personen wurden verletzt. 1955 wurde der gefährliche Streckenabschnitt durch den Rimutaka-Tunnel, einen Basistunnel unter dem Remutaka Gebirge, ersetzt.